# Gennaro Portanova
Gennaro Portanova (nascido em 11 de outubro de 1845 em Nápoles, Itália - morreu em 25 de abril de 1908 em Régio da Calábria, Itália), foi um cardeal da Igreja Católica, e foi bispo de Ísquia após um grande terremoto na região, mais tarde veio a ser arcebispo de Régio da Calábria entre 1888 e 1908.
Gennaro foi feito cardeal em 1899 pelo Papa Leão XIII e também veio a participar do Conclave de 1903 que elegeu o Papa Pio X .

## Link Externo
- Fiche du cardinal sur le site fiu.edu